# Schöneberg (Uckermark)
Schöneberg was een gemeente in de Duitse deelstaat Brandenburg, en maakte deel uit van de Landkreis Uckermark. Met vier andere gemeenten maakte de gemeente deel uit van het Amt Oder-Welse.
Schöneberg telde  878 inwoners.
Tot de gemeente Schöneberg behoorden ook de dorpjes Felchow en Flemsdorf.
In 2021 ging Schöneberg op in de gemeente  Schwedt/Oder. Sindsdien zijn Schöneberg, Felchow en Flemsdorf  drie afzonderlijke Ortsteile van die stad.